# غومازيو
الغومازيو هو حبوب السمسم الكاملة مع الملح: إذ يغسل السمسم جيدا ويصفى من الماء ثم يوضع على قماشة في مصفاة مدة 12 ساعة حتى يجف تماما. يحمص السمسم ثم يسحق مع ملعقة الملح البحري في المقلاة الحامية حتى يجف ويسحق ليصبح ناعما ثم تستمر عملية السحق بالتدريج إلى أن تسحق حباب السمسم بمقدار 70 %.